# John Fairbairn
John Fairbairn (London, 28 dicembre 1983) è un ex skeletonista canadese.

## Biografia
Prima di dedicarsi allo skeleton, Fairbairn ha praticato l'atletica leggera durante gli anni del college presso l'Università di Calgary. Iniziò a gareggiare per la squadra canadese di skeleton nel 2006 sotto l'ala protettiva del connazionale Duff Gibson, l'allora campione olimpico in carica di Torino 2006. Debuttò in Coppa Nordamericana a novembre del 2006 e nell'inverno del 2008 esordì anche in Coppa Europa e in Coppa Intercontinentale, raggiungendo quale miglior piazzamento in classifica generale il quarto posto nella stagione 2008/09 della Coppa Europa.
Esordì in Coppa del Mondo all'avvio della stagione 2010/11, il 26 novembre 2010 a Whistler, dove si piazzò all'undicesimo posto nel singolo; centrò il suo primo podio nonché la sua prima vittoria il 15 gennaio 2011 a Innsbruck, imponendosi nella gara a squadre; centrò invece il suo unico podio nel singolo il 12 gennaio 2014 a Sankt Moritz, terminando la gara al secondo posto. In classifica generale detiene quale miglior piazzamento l'ottavo posto ottenuto nel 2015/16 e nel 2018/19.
Ha partecipato ai giochi olimpici invernali di Soči 2014, concludendo la prova del singolo al settimo posto, in quella che fu l'ultima gara della sua carriera agonistica.
Prese inoltre parte a tre edizioni dei campionati mondiali, vincendo la medaglia di bronzo nella gara a squadre a Lake Placid 2012 e ivi ottenendo anche il decimo posto nel singolo, suo miglior risultato individuale.

## Palmarès

### Mondiali
- 1 medaglia:
  - 1 bronzo (gara a squadre a Lake Placid 2012).

### Coppa del Mondo
- Miglior piazzamento in classifica generale: 7º nel 2013/14.
- 3 podi (1 nel singolo, 2 nella gara a squadre):
  - 1 vittoria (nella gara a squadre);
  - 2 secondi posti (1 nel singolo, 1 nella gara a squadre).

#### Coppa del Mondo - vittorie
| Data            | Luogo | Paese   | Disciplina                                                                                         |
| --------------- | ----- | ------- | -------------------------------------------------------------------------------------------------- |
| 15 gennaio 2011 | Igls  | Austria | a squadre con Lyndon Rush, Cody Sorensen, Helen Upperton, Diane Kelly e Darla Deschamps-Montgomery |

### Circuiti minori

#### Coppa Intercontinentale
- Miglior piazzamento in classifica generale: 11º nel 2009/10.

#### Coppa Europa
- Miglior piazzamento in classifica generale: 4º nel 2008/09;
- 3 podi (tutti nel singolo):
  - 2 secondi posti;
  - 1 terzo posto.

#### Coppa Nordamericana
- Miglior piazzamento in classifica generale: 6º nel 2007/08;
- 1 podio (nel singolo):
  - 1 terzo posto.